# Gran Premi General Patton
El Gran Premi General Patton és una cursa ciclista que té lloc a Luxemburg. Va ser creada en honor del general estatunidenc George Patton. És una cursa per etapes i està reservada a ciclistes de categoria júnior (17-18 anys). Forma part de la Copa des Nacions UCI Júniors.

## Palmarès
| Any       | Categoria    | Guanyadors            | Segon                | Tercer              |
| --------- | ------------ | --------------------- | -------------------- | ------------------- |
| 1947      | Cadets       | Johny Goedert         | Jean-Paul Maret      | Roby Bintz          |
| 1947      | Cadets       | Josy Besch            | Albert Kirchen       | Lull Gillen         |
| 1947      | Amateurs     | Marcel Ernzer         | Willy Kemp           | André Hoffmann      |
| 1947      | Independents | Marcel Wang           | Hary Ackermann       | Roger Jacobs        |
| 1948      | Debutants    | Jengy Schmit          | Guy Kirsch           | Gusty Feyder        |
| 1948      | Amateurs     | Marcel Ernzer         | Josy Didier          | Henri Kellen        |
| 1949      | Amateurs     | Henri Kass            | Roby Bintz           | André Hoffmann      |
| 1950      | Amateurs     | Charly Gaul           | Josy Lamesch         | Jempy Schmitz       |
| 1951      | Amateurs     | Charly Gaul           | Renzo Accordi        | Roger Ludwig        |
| 1952      | Cadets       | Théo Lamesch          | Nico Ferrari         | Nic. Kirsch         |
| 1953      | Anul·lada    |                       |                      |                     |
| 1954      | Amateurs     | Théo Simon            | Norbert Jeblick      | Dominique Zago      |
| 1955      | Amateurs     | Aldo Bolzan           | Antoine Roderes      | Erny Jost           |
| 1956      | Amateurs     | Edmond Jacobs         | Théo Simon           | Louis Grisius       |
| 1957      | Amateurs     | Erny Jost             | Bruno Martinato      | Eudore Messens      |
| 1958      | Amateurs     | Emile Daems           | Arie van Houwelingen | Jan Hugens          |
| 1959      | Amateurs     | Louis Grisius         | Dominique Zago       | René Andring        |
| 1960      | Cadets       | Léon Chaussy          | Jeff Bruck           | Josy Mersch         |
| 1961      | Cadets       | Ferdy Reuland         | Pierre Philippe      | Léon Chaussy        |
| 1962      | Cadets       | Nicky Sassel          | Aloyse Eischen       | Arthur Remacle      |
| 1963      | Júniors      | Willy Day             | Aloyse Eischen       | Jean Sauveur        |
| 1964      | Júniors      | Roger Gilson          | Nico Langehegermann  | Nico Igel           |
| 1965      | Júniors      | Roland Smaniotto      | Nico Folschette      | Nico Christen       |
| 1966      | Júniors      | Robert Bischel        | Jürgen Siegel        | René Dernoeden      |
| 1967      | Júniors      | Heribert Ferring      | Erny Kirchen         | Jochen Werner       |
| 1968      | Júniors      | Michel Thouvenin      | Josef Dziuk          | Nico Neyer          |
| 1969      | Júniors      | André Beullens        | Nico Neyer           | Robert Michot       |
| 1970      | Júniors      | Raymond Uhres         | Bo Carlson           | Nico Neyer          |
| 1971      | Júniors      | Rudi Scheler          | Bernard Vallet       | René Habeaux        |
| 1972      | Júniors      | René Habeaux          | Tommy Prim           | Paul Wieland        |
| 1973      | Júniors      | Livio Ravagnan        | Roland Nihlen        | Fernand Jucken      |
| 1974      | Júniors      | Bengt Nymann          | Peter Tijssen        | Peter Billigmann    |
| 1975      | Júniors      | Roby Godart           | Daniel Plummer       | Jos Bellemakers     |
| 1976      | Júniors      | Guy Greis             | Pierre Everard       | Jos Bellemakers     |
| 1978      | Júniors      | Thierry Septon        | Claude Michely       | Josy Allegrini      |
| 1979      | Júniors      | Johan Van Asten       | Hans-Werner Theisen  | Acácio da Silva     |
| 1980      | Júniors      | Peter Stigson         | Marc Schefers        | Alain Mat           |
| 1981      | Júniors      | Corneille Daems       | Eric Stoecklin       | Gino Meex           |
| 1982      | Júniors      | Michel Friedmann      | Henri Schnadt        | Guy Schaltz         |
| 1983      | Júniors      | Andreas Merkle        | Bruno Bruyère        | Axel Rust           |
| 1984      | Júniors      | Pascal Triebel        | Jean-Michel Lance    | Olivier Triebel     |
| 1985      | Júniors      | Adriano Tempesta      | Christian Elsen      | Udo Thimm           |
| 1986      | Júniors      | Johan Cuypers         | Andrew Moss          | Gino Jansen         |
| 1987      | Júniors      | Patrick Evenepoel     | Igor Van den Berghe  | Andrew Moss         |
| 1988      | Júniors      | Philip Vandevelde     | Marc Partry          | Aly Weber           |
| 1989      | Júniors      | Philippe Wirtgen      | Vincent Spitaleri    | Daniel Martinez     |
| 1990      | Júniors      | Eric Van de Boom      | Frédéric Noiset      | Johannes Thiel      |
| 1991      | Júniors      | Philippe Diederen     | Mauro Zanella        | Michael Bier        |
| 1992      | Júniors      | Steven Persoon        | Rolf Verhaegen       | Eddy Dalmas         |
| 1993      | Júniors      | Roger Van de Wal      | Ivan Peeters         | Arno Bouten         |
| 1994      | Júniors      | Jan D'Hooghe          | Kris de Coen         | Claude Entringer    |
| 1995      | Júniors      | Christian Poos        | Claude Entringer     | Jos Lucassen        |
| 1996      | Júniors      | Kim Kirchen           | Mike Guilliams       | Sven Gees           |
| 1997      | Júniors      | Vincent Van der Kooij | Sven Gees            | Christian Hoelzl    |
| 1998      | Júniors      | Eric Baumann          | Christian Knees      | Jele Van Groezen    |
| 1999      | Júniors      | Igor Abakoumov        | Samuel Ardouin       | Frederik Pieters    |
| 2000      | Júniors      | Wim De Vocht          | Stefan Cohnen        | Kevin De Weert      |
| 2001      | Júniors      | Jukka Vastaranta      | Niels Scheuneman     | Johnny Hoogerland   |
| 2002      | Júniors      | Jukka Vastaranta      | Matej Jurčo          | Mathieu Perget      |
| 2003      | Júniors      | Mikaël Cherel         | Michael Schär        | Pieter Jacobs       |
| 2004      | Júniors      | Simon Špilak          | Sjoerd Commandeur    | Wim Van Hoolst      |
| 2005      | Júniors      | Thomas Vedel Kvist    | André Steensen       | Thomas Guldhammer   |
| 2006      | Júniors      | Gert Dockx            | David Hesselbarth    | Rasmus Guldhammer   |
| 2007      | Júniors      | Dimitri Le Boulch     | Ole Haavardsholm     | Thomas Bonnin       |
| 2008      | Júniors      | Sebastian Lander      | Michael Matthews     | Thomas Sprengers    |
| 2009      | Júniors      | Jan Hirt              | Barry Markus         | Michael Valgren     |
| 2010      | Júniors      | Olivier Le Gac        | Jay McCarthy         | Damien Howson       |
| 2011      | Júniors      | Adrien Legros         | Ivar Slik            | Matej Mohorič       |
| 2012      | Júniors      | Quentin Jauregui      | Silvio Herklotz      | Lennard Hofstede    |
| 2013      | Júniors      | Christoffer Lisson    | Mathieu van der Poel | Alexander Wachter   |
| 2014      | Júniors      | Aleksander Vlasov     | Valentin Madouas     | Lorenzo Fortunato   |
| 2015      | Júniors      | Marc Hirschi          | Georg Zimmermann     | Bjorg Lambrecht     |
| 2016      | Júniors      | Andreas Kron          | Tanguy Turgis        | Marc Hirschi        |
| 2017      | Júniors      | Michele Gazzoli       | Matej Blasko         | Mauro Schmid        |
| 2018      | Júniors      | Remco Evenepoel       | Mattia Petrucci      | Xandres Vervloesem  |
| 2019      | Júniors      | Marco Brenner         | Hugo Toumire         | Maurice Ballerstedt |
| 2020-2021 | suspesa      | suspesa               | suspesa              | suspesa             |
| 2022      | Júniors      | Jarno Widar           | Kevin Biehl          | Tyson Borremans     |
| 2023      | Júniors      | William Graff         | Joshua Cranage       | Lars Vanden Heede   |